# Sypna brandti
Sypna brandti là một loài bướm đêm trong họ Erebidae.